# Okres Bratislava IV
Okres Bratislava IV je jeden z okresů Slovenska. Leží v Bratislavském kraji a tvoří severozápadní část města. Hraničí na západě s Rakouskem, na jihu a na východě s dalšími okresy hlavního města a na severu s okresem Malacky.
Zahrnuje šest městských částí, z nichž největší je Dúbravka. Svojí rozlohou je druhým největším a počtem obyvatel třetím nejlidnatějším okresem Bratislavy.

## Administrativní členění
- Města: Bratislava
- Městské části: Devín, Devínska Nová Ves, Dúbravka, Karlova Ves, Lamač, Záhorská Bystrica